# Menace to Society (Lizzy Borden)
Menace to Society è il secondo album dei Lizzy Borden, uscito nel 1986 per l'etichetta discografica Metal Blade Records.

## Tracce
1. Generation Aliens (Allen, Davis, Harges, Lizzy Borden, Nelson) 4:30
2. Notorious (Allen, Davis, Harges, Borden, Nelson) 4:14
3. Terror on the Town (Allen, Davis, Harges, Borden, Nelson) 5:20
4. Bloody Mary 4:40
5. Stiletto (Voice of Command) 3:30
6. Ultra Violence (Allen, Davis, Harges, Borden, Nelson) 4:08
7. Love Kills (Allen, Davis, Harges, Lizzy Borden, Nelson) 5:23
8. Brass Tactics 3:23
9. Ursa Minor 4:06
10. Menace to Society (Allen, Davis, Harges, Lizzy Borden, Nelson) 3:23

## Formazione
- Lizzy Borden - voce
- Tony Matuzak - chitarra
- Gene Allen - chitarra
- Mike Davis - basso
- Joey Scott Harges - batteria